# Светско првенство у атлетици у дворани 2016 — скок удаљ за жене
Скок удаљ у женској конкуренцији на Светском првенству у атлетици у дворани 2016. одржан је 18. марта у Орегонском конгресном центру у Портланду (САД).
Титулу освојену у Сопоту 2014, није бранила Елоаз Лезије из Француске.

## Земље учеснице
Учествовало је 16 такмичарки из 11 земаља.
1. Аустралија (2)
2. Белорусија (1)
3. Бразил (1)
4. Естонија (1)
5. Јапан (1)
6. Немачка (2)
7. Румунија (1)
8. САД (2)
9. Србија (1)
10. Уједињено Краљевство (3)
11. Шведска (1)

## Освајачи медаља
| Бритни Рис САД | Ивана Шпановић Србија | Лорејн Јуџин Уједињено Краљевство |

## Рекорди пре почетка Светског првенства 2016.
Стање на 16. март 2016.
| Рекорди пре почетка Светског првенства 2016.     | Рекорди пре почетка Светског првенства 2016. | Рекорди пре почетка Светског првенства 2016. | Рекорди пре почетка Светског првенства 2016. | Рекорди пре почетка Светског првенства 2016. |
| ------------------------------------------------ | -------------------------------------------- | -------------------------------------------- | -------------------------------------------- | -------------------------------------------- |
| Светски рекорд                                   | Хајке Дрекслер, Источна Немачка              | 7,37                                         | Беч, Аустрија                                | 13. фебруар 1988.                            |
| Рекорд светских првенстава                       | Бритни Рис, Сједињене Државе                 | 7,23                                         | Истанбул, Турска                             | 11. март 2012.                               |
| Најбољи резултат сезоне                          | Александра Вестер, Немачка                   | 6,98                                         | Берлин, Немачка                              | 13. фебруар 2016.                            |
| Афрички рекорд                                   | Чиома Аџунва, Нигерија                       | 6,97                                         | Ерфурт, Немачка                              | 6. фебруар 1997.                             |
| Азијски рекорд                                   | Јао Вејли, Кина                              | 6,82                                         | Пекинг, Кина                                 | 13. март 1992                                |
| Северноамерички рекорд                           | Бритни Рис, Сједињене Државе                 | 7,23                                         | Истанбул, Турска                             | 11. март 2012.                               |
| Јужноамерички рекорд                             | Морен Хига Маги, Бразил                      | 6,89                                         | Валенсија, Шпанија                           | 9. март 2008.                                |
| Европски рекорд                                  | Хајке Дрекслер, Источна Немачка              | 7,37                                         | Беч, Аустрија                                | 13. фебруар 1988.                            |
| Океанијски рекорд                                | Никол Богман, Аустралија                     | 6,81                                         | Барселона, Шпанија                           | 12. март 1995.                               |
| Рекорди после завршеног Светског првенства 2016. |                                              |                                              |                                              |                                              |
| Најбољи резултат сезоне                          | Бритни Рис, Сједињене Државе                 | 7,22                                         | Портланд, САД                                | 18. март 2016.                               |

### Најбољи резултати у 2016. години
Десет најбољих атлетичарки године у скоку удаљ у дворани пре почетка првенства (16. марта 2016), имале су следећи пласман.
| 1.  | Александра Вестер, Немачка            | 6,98 | 13. фебруар |
| 2.  | Шара Проктор, Велика Британија        | 6,91 | 13. фебруар |
| 3.  | Бритни Рис, Сједињене Државе          | 6,89 | 12. март    |
| 4.  | Ивана Шпановић, Србија                | 6,85 | 1. март     |
| 5.  | Настасја Мирончик-Иванова, Белорусија | 6,84 | 7. фебруар  |
| 6.  | Лорејн Јуџин, Велика Британија        | 6,80 | 10. фебруар |
| 6.  | Кванеша Беркс, Сједињене Државе       | 6,80 | 11. март    |
| 6.  | Акела Џонс, Барбадос                  | 6,80 | 11. март    |
| 9.  | Ксенија Балта, Естонија               | 6,76 | 17. фебруар |
| 10. | Џанеј Делоуч Сукап, Сједињене Државе  | 6,75 | 22. јануар  |

Такмичарке чија су имена подебљана учествују на СП 2016.

## Квалификациона норма[4]
| Дворана | Отворено |
| ------- | -------- |
| 6,75 м  |          |

## Сатница
| Датум          | Време | Ниво   |
| -------------- | ----- | ------ |
| 18. март 2016. | 18:55 | Финале |

Времена су дата према локалном времену UTC-8.

## Резултати

### Финале
Све финалисткиње су извеле по 3 скока. 8 најбољих извеле су још два скока а најбоље 4 још и 6 скок.,,
| Место | Атлетичарка               | Земља                | ЛР    | ЛРС   | 1.   | 2.   | 3.   | 4.   | 5.   | 6.   | Резултат | Белешка |
| ----- | ------------------------- | -------------------- | ----- | ----- | ---- | ---- | ---- | ---- | ---- | ---- | -------- | ------- |
|       | Бритни Рис                | САД                  | 7,23  | 6,89  | 6,97 | х    | х    | 6,88 | 7,00 | 7,22 | 7,22     | СРС     |
|       | Ивана Шпановић            | Србија               | 6,98  | 6,85  | 7,00 | 6,88 | х    | х    | 7,07 | 6,76 | 7,07     | НР, аНР |
|       | Лорејн Јуџин              | Уједињено Краљевство | 6,80  | 6,80  | 6,62 | 6,64 | 6,65 | х    | 6,93 | 6,86 | 6,93     | НР      |
| 4.    | Џанеј Делоуч Сукап        | САД                  | 7,03  | 6,75  | х    | 6,80 | х    | х    | 6,85 | 6,89 | 6,89     | ЛРС     |
| 5.    | Брук Стартон              | Аустралија           | 7,05о | 7,05о | 6,57 | 6,75 | 6,62 | х    | 6,72 |      | 6,75     |         |
| 6.    | Александра Вестер         | Немачка              | 6,95  | 6,95  | х    | 6,44 | 6,67 | 6,59 | 6,57 |      | 6,67     |         |
| 7.    | Ксенија Балта             | Естонија             | 6,87  | 6,76  | 6,59 | 6,57 | 6,48 | 6,60 | 6,59 |      | 6,60     |         |
| 8.    | Шара Проктор              | Уједињено Краљевство | 6,91  | 6,91  | х    | 6,55 | 6,57 | х    | 6,54 |      | 6,57     |         |
| 9.    | Настасја Мирончик-Иванова | Белорусија           | 7,08  | 6,84  | 6,56 | 6,55 | 6,47 |      |      |      | 6,56     |         |
| 10.   | Алина Ротару              | Румунија             | 6,74  | 6,60  | х    | 6,40 | 6,45 |      |      |      | 6,45     |         |
| 11.   | Челси Јенш                | Аустралија           | 6,70о | 6,70о | 5,84 | 6,28 | 6,38 |      |      |      | 6,38     |         |
| 12.   | Ксенија Штолц             | Немачка              | 6,63  | 6,63  | 6,34 | х    | 6,37 |      |      |      | 6,37     |         |
| 13.   | Џезмин Сојерс             | Уједињено Краљевство | 6,67  | 6,67  | х    | 6,31 | 6,27 |      |      |      | 6,31     |         |
| 14.   | Кади Сагнија              | Шведска              | 6,66  | 6,61  | 6,08 | 5,98 | -    |      |      |      | 6,08     |         |
|       | Елијан Мартинс            | Бразил               | 6,70о | 6,70о | х    | х    | х    |      |      |      | БП       |         |
|       | Кономи Каи                | Јапан                | 6,84о |       | х    | х    | х    |      |      |      | БП       |         |